# Groupe d'UGC 4054
Le groupe d'UGC 4054 est un trio de galaxies situé dans la constellation des Gémeaux. La distance moyenne entre ce groupe et la Voie lactée est d'environ 35,6 Mpc (∼116 millions d'al). 

## Membres
Le tableau ci-dessous liste les trois galaxies du groupe indiquées dans l'article de A.M. Garcia paru en 1993.
| Nom      | Class. | Type           | α (J2000.0)   | δ (J2000.0) | Vitesse radiale (km/s) | m     | Distance (Mpc) | Diamètre (kal) |
| -------- | ------ | -------------- | ------------- | ----------- | ---------------------- | ----- | -------------- | -------------- |
| NGC 2480 | SBcd   | Spirale barrée | 07h 57m 10.4s | 23° 46′ 47″ | 2345 ± 1               | 13,8  | 37,6 ± 2,6     | 58             |
| NGC 2481 | S0/a   | Lenticulaire   | 07h 57m 13.7s | 23° 46′ 04″ | 2157 ± 5               | 13,0  | 34,8 ± 2,5     | 53             |
| UGC 4054 | Sb     | Spirale        | 07h 50m 56.0s | 23° 53′ 45″ | 2125 ± 5               | 13,05 | 34,3 ± 2,4     | 96             |

Le site DeepskyLog permet de trouver aisément les constellations des galaxies mentionnées dans ce tableau ou si elles ne s'y trouvent pas, l'outil du site constellation permet de le faire à l'aide des coordonnées de la galaxie. Sauf indication contraire, les données proviennent du site NASA/IPAC.